# Obdam
Obdam est un village situé dans la commune néerlandaise de Koggenland, dans la province de la Hollande-Septentrionale. En 2009, le village comptait 6 800 habitants.

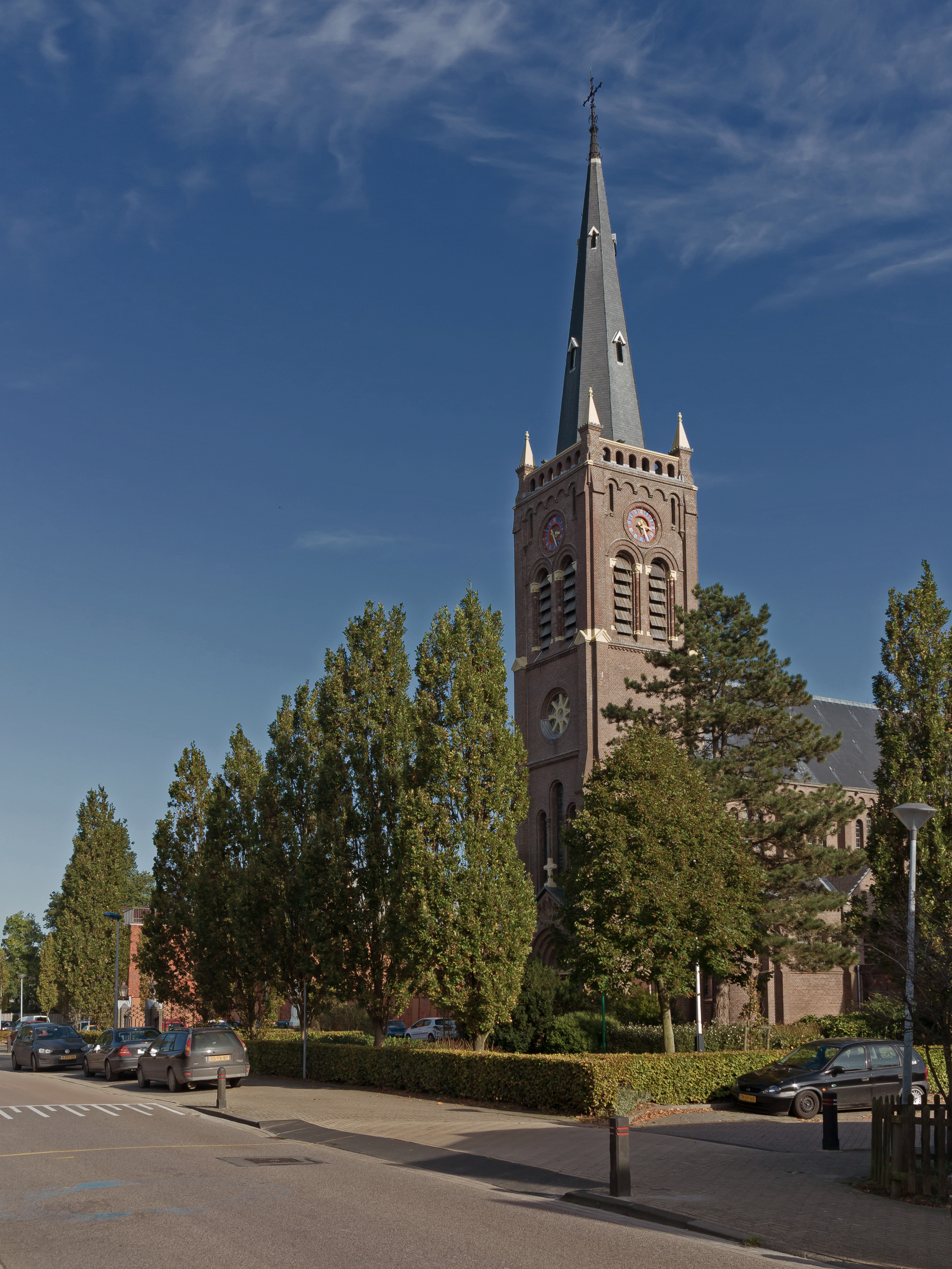
L'église: de Sint Victorkerk

## Histoire
Obdam a été une commune indépendante jusqu'au 1er janvier 2007. Elle fusionne alors avec Wester-Koggenland pour former la nouvelle commune de Koggenland.

## Notes et références

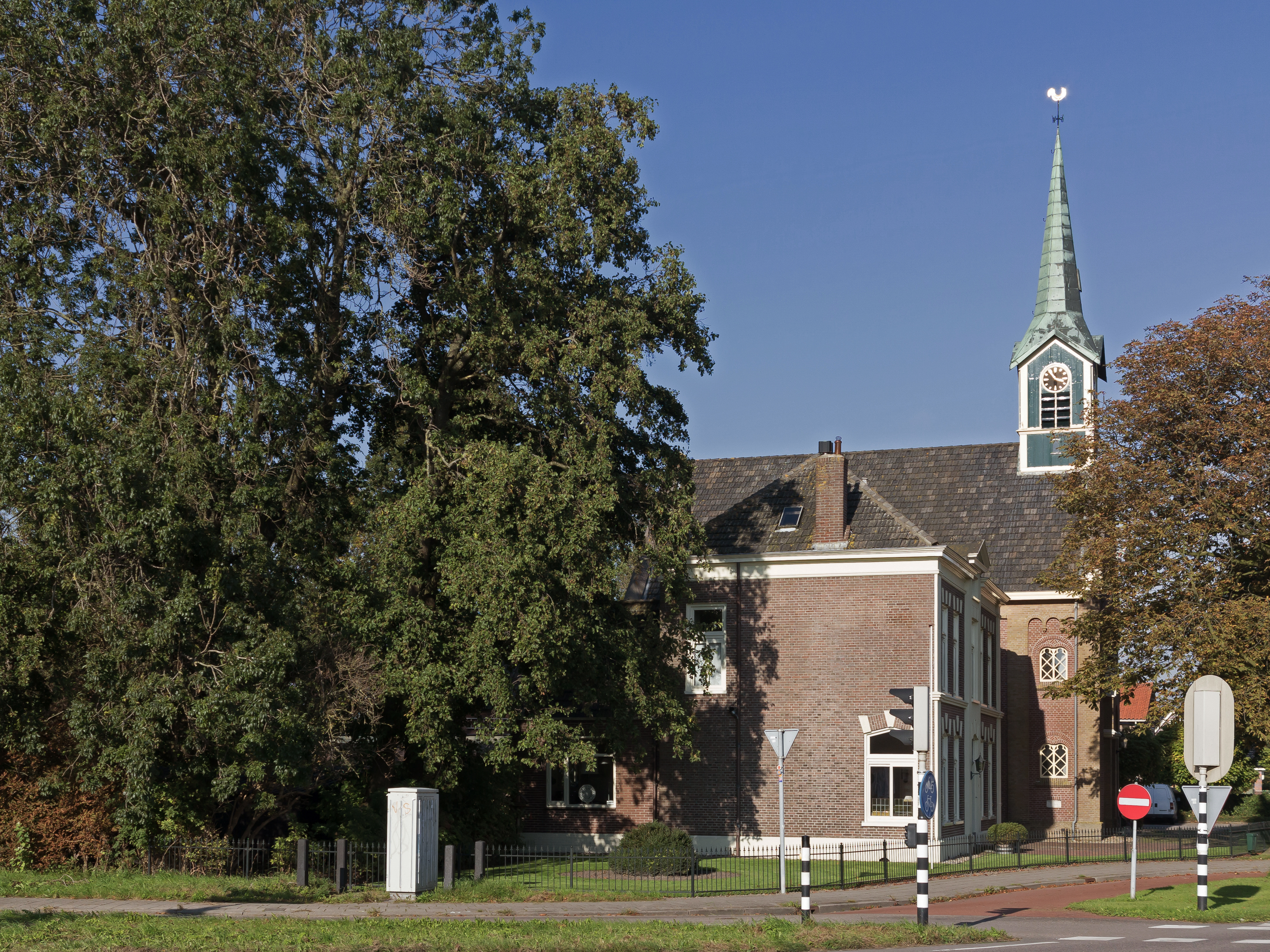
L'église protestante